# Justice dans l'Égypte antique
Dans l'Égypte antique, les grands procès intentés contre ceux qui mettent en danger la sécurité de l'État sont placés sous la jurisprudence de Pharaon, qui délègue à son vizir, le premier magistrat et à ses assesseurs, de rendre la justice de Maât au nom de Pharaon.
Mais quand il s'agit de délits mineurs qui ne menacent pas sérieusement la paix civile, la justice est rendue par des magistrats locaux, tels les « préposés aux querelles », ou des représentants de la communauté où l'infraction a été commise. Ces tribunaux règlent généralement les problèmes sans avoir recours aux fonctionnaires de l'État.
Les livres des sagesses disent :
« N'accorde pas une attention exagérée à celui qui possède de beaux vêtements et ne méprise pas celui qui est couvert de haillons. N'accepte pas les dons de l'homme puissant et ne persécute pas le faible à ton profit. La justice est un don divin. »
Dans la réalité, les pauvres sont plus défavorisés même si leur éloquence leur laisse parfois une chance de faire valoir leur bon droit. La corruption est un autre élément ; les pots-de-vin sont monnaie courante, surtout à partir de la fin du Nouvel Empire : graisser la patte est parfois un moyen suffisant pour obtenir gain de cause. C'est pourquoi les communautés d'artisans ne souhaitent pas, à moins d'un délit majeur dépassant leurs compétences, faire appel aux fonctionnaires de l'État, trop corrompus à leurs yeux.
On ne dispose guère de documents permettant d'affirmer que toutes les communautés égyptiennes pratiquaient une forme de justice locale dans les cas de délits mineurs. Grâce à des ostraca retrouvés dans le village des artisans de Deir el-Médineh, on peut toutefois se faire une idée plus précise de telles procédures.

## Système judiciaire
Le système judiciaire comportait un large éventail de sanctions susceptibles d'être infligées aux malfaiteurs. Appliquée seulement dans les cas les plus graves, la peine capitale, par empalement, crémation, décapitation ou suicide forcé, était prononcée uniquement par pharaon. La damnatio memoriae était aussi prononcé par le pharaon, le plus souvent contre des prédécesseurs. Dans les cas les moins graves, les peines, cumulables, pouvaient être la réquisition de la force de travail ou des biens du condamné, la privation de son nom ou de ses droits funéraires, l'emprisonnement, le bannissement ou encore les châtiments corporels, généralement cent coups de bâton ou la mutilation du nez ou des oreilles.

## Torture
La torture a incontestablement existé dans l'Égypte antique, appliquée selon trois niveaux. Dans un premier temps, le suspect récalcitrant recevait des coups de gourdin. Ensuite, s'il ne voulait pas confirmer sa participation à l'affaire, il était fustigé à l'aide d'une baguette spéciale appelée djenen. Enfin, on en venait à la torsion des poignets et des chevilles, cette étape déliant généralement la langue des accusés les moins loquaces.
La torture est peu attestée dans les documents judiciaires d'époque ; elle n'est en fait mentionnée explicitement qu'à propos du célèbre procès des pilleurs de tombes et des temples royaux de la nécropole thébaine à la fin de la période ramesside. Cette répugnance à la mentionner explicitement s'explique par deux raisons :
- la première explication pourrait être qu'elle n'était pas appliquée fréquemment, seuls les procès les plus graves auraient nécessité le recours à cette pratique.
- la véritable explication réside sans doute dans les conceptions mêmes de l'idéologie pharaonique. Cette pratique était en effet considérée comme faisant partie du désordre, élément qu'il fallait éviter de mentionner selon la croyance au pouvoir des mots et des images. L'humanité et la non-violence, érigés en principes essentiels, participaient à la propagande de Pharaon qui devait gouverner en plaçant Maât, déesse de la justice et de la vérité, au cœur de sa fonction.

C'est ainsi que, pendant plus de trois mille ans, les écrits égyptiens rappellent aux mortels les maximes qui feront d'eux des sages. Pharaon doit donc poursuivre les fauteurs de troubles, qu'ils soient étrangers ou égyptiens.
Un cas particulier de torture semble avoir néanmoins échappé à cette interdiction générale : celui des châtiments infligés lors de reddition de compte. Ces scènes, que l'on rencontre de l'Ancien au Nouvel Empire, évoquent toutes une atmosphère de violence et soulignent la rudesse avec laquelle les gardes traitaient les présumés coupables. Dans deux mastabas de la VIe dynastie, il existe des représentations de personnages attachés à des poteaux et s'apprêtant à subir la bastonnade. Dans les deux cas, le poteau servant de pilori est surmonté de deux têtes figurant à l'évidence un Asiatique et un Africain. La symbolique est claire : tout comme les ennemis étrangers, les Égyptiens qui ont enfreint la loi deviennent des émissaires du chaos, et il faut donc les combattre.